# Gaius Antonius Hybrida
Gaius Antonius Hybrida, född 106 f.Kr., död 42 f.Kr., var en romersk politiker. Han var son till Marcus Antonius Orator och farbror till Marcus Antonius.
Antonius var Ciceros ämbetsbroder i konsulatet 63 f.Kr. Han hade förut förbundit sig med Catilina för att utestänga Cicero. Efter den catilinska sammansvärjningens uppdagande sändes Antonius, som intagit en tvetydig hållning, med en här till Etrurien mot Catilina, som där blev slagen av Antonius underbefälhavare. Efter konsulatet ståthållare över Macedonia, blev han på ett plundringståg slagen av dardanerna. År 59 blev han åtalad, sannolikt för sitt förhållande i Makedonien, enligt andra för delaktighet i Catilinas sammansvärjning, och trots Ciceros försvar fälld samt gick i landsflykt.